# クックラボ
クックラボ（Cooc Labo）はFCクックラボが運営する持ち帰り弁当・宅配弁当のフランチャイズ弁当店。

## 概要
一般向けの持ち帰り弁当・惣菜・宅配弁当（個人宅・高齢者宅・福祉施設等）・企業向け日替り弁当を扱っている。クックラボは、むつき経営総合事務所によるフードコンサルティングのひとつ「FCクックラボ」である。

## 特徴
持ち帰り弁当事業
クックラボは飲食店、また独立開業を目指している起業希望者に対するフードコンサルティングのパッケージとして、むつき経営総合事務所によって作られたビジネスモデルである。したがって他の弁当チェーン店のように、多額の加盟金や保証金が発生することがない。
フランチャイズ本部は、むつき経営総合事務所から事業プロジェクトとして独立し、FCクックラボの名称で運営される。本部機能は他の弁当チェーンと同じく、基本メニュー・月替わりメニュー・レシピ・調理マニュアルの提供から、店舗デザイン・広告宣伝を包括的に提供し、スーパーバイザーによる運営アドバイスが行われる。

クックラボの最大の特徴は、コンサルティング会社により企画運営されていることで、経営指導から労務管理・営業管理・財務管理等、企業経営の多岐に渡ってバックアップされることであり、この経営指導パッケージが月のロイヤリティーに含まれている点である。また、メニューや店舗の設計コンセプトは他のチェーン店と違い、男性客の他に女性客やファミリーを意識したものであり、ファミレスメニューの幅広さとコンビニの利便性を併せ持つ。
クックラボ ホームサービス
食事(高齢者用弁当)の宅配と安否確認・日用品／食品等の買い物サービス・簡単な家屋の修繕・身の回りヘルプ(除草・片付け・不用品の廃棄・雪かき等)がパッケージになった独居老人宅向けサービス。
キッズランチサービス
特に長期休暇時(夏休み等)に子供だけで在宅する家庭への、食事の宅配と安否確認サービス。食事を宅配後、事前登録されたアドレスに子供の安否確認メールが配信される。

### 主力商品

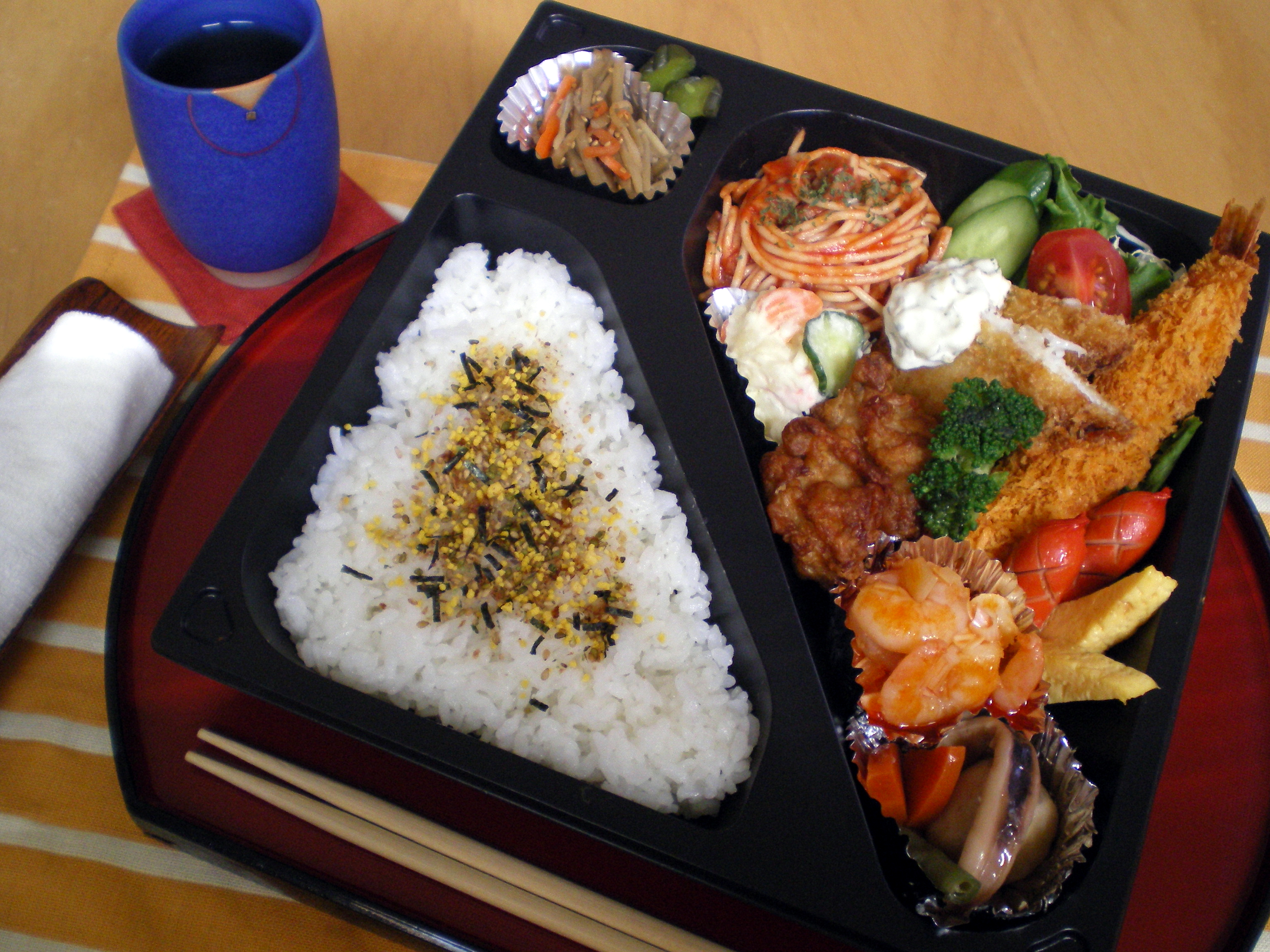
幕の内／会議・祭礼用

幕の内弁当(定番・日替わり)・丼・麺類・サンドイッチ・パスタ・オードブル・惣菜などがある。主力商品の85％以上が500円前後であり、仕出し弁当に代表されるような厳選食材の高級志向商品とは一線を画している。

## 事業
持ち帰り弁当事業
クックラボ(持ち帰り&宅配)のブランドで店舗展開している。2013年からFCクックラボとしてフランチャイズ加盟店募集を開始した。
宅配事業(個人・企業・高齢者宅)
デリバリークックラボは宅配専門店であり、個人宅や企業への宅配を行っている。　高齢者宅には「クックラボ ホームサービス」を行っている。